# Heinrich Sahm
Heinrich Friedrich Wilhelm Martin Sahm (né le 12 septembre 1877 à Anklam, mort le 3 octobre 1939 à Oslo) est un homme politique allemand et de la ville libre de Dantzig, bourgmestre-gouverneur de Berlin de 1931 à 1935.

## Biographie
Il étudie le droit et l'économie à Munich, Greifswald et Berlin. Entre 1900 et 1904, il est greffier au tribunal à Wolin, Greifswald et Szczecin.
Sahm commence sa carrière politique en devenant conseiller municipal de Magdebourg de 1906 à 1912 puis premier maire adjoint de Bochum de 1912 à 1915. Durant la Première Guerre mondiale, il fait partie de l'administration civile allemande de Varsovie. En 1918 et 1919, il dirige l'Association des villes allemandes (de). Le 25 février 1919, il est élu maire de Dantzig.
Après l'entrée en vigueur du traité de Versailles, il est pendant trois législature du 6 novembre 1920 au 9 janvier 1931 président du Sénat de la ville libre de Dantzig. Il tente de préserver le caractère allemand de la ville après la dissolution de l'Empire allemand et s'opposer aux aspirations polonaises.
Le 14 avril 1931, il est bourgmestre-gouverneur de Berlin, en même temps il devient président de la Deutscher Städtetag. Sous la pression de plus en plus forte des nazis, il essaie de conserver la démocratie puis collabore en devenant membre du parti en novembre 1933 et exclut les communistes. En mars 1933, Julius Lippert devient commissaire d'État et devient supérieur à Sahm. En 1935, le parti l'accuse d'avoir fait des courses chez des commerçants juifs mais ce procès est abrogé à la demande expresse d'Adolf Hitler. Le 18 décembre 1935, Sahm démissionne puis est nommé le 11 mai 1936 ambassadeur à Oslo. Il est rappelé en 1939 par le ministère des Affaires étrangères Joachim von Ribbentrop. Sahm décède à la suite d'une opération de l'appendicite. Il est enterré au Waldfriedhof Dahlem.
Il est le père du diplomate Ulrich Sahm et grand-père du journaliste Ulrich W. Sahm.

## Source, notes et références
1. ↑  Joachim Lilla: Der Preußische Staatsrat 1921–1933. Ein biographisches Handbuch. Mit einer Dokumentation der im „Dritten Reich“ berufenen Staatsräte. Droste Verlag, Düsseldorf 2005, S. 234
2. ↑  Lilla, S. 233

- (de) Cet article est partiellement ou en totalité issu de l’article de Wikipédia en allemand intitulé « Heinrich Sahm » (voir la liste des auteurs).
- (de) Martin Otto, « Sahm, Heinrich », dans Neue Deutsche Biographie (NDB), vol. 22, Berlin, Duncker & Humblot, 2005, p. 353–355 (original numérisé).
- (de) « Publications de et sur Heinrich Sahm », dans le catalogue en ligne de la Bibliothèque nationale allemande (DNB).